# Mateo Lang de Wellenburg

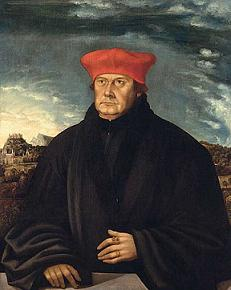
El cardenal Mateo de Lang.

Mateo Lang de Wellenburg (Augsburgo, 1468 - Salzburgo, 30 de marzo de 1540) fue un eclesiástico y hombre de estado del Sacro Imperio Romano Germánico, obispo de Gurk, de Cartagena (1512-1540), príncipe-obispo de Salzburgo, cardenal de Sant'Angelo y de Albano, secretario del emperador Federico III y consejero de Maximiliano I.

## Enlaces
- Wikimedia Commons alberga una categoría multimedia sobre Mateo Lang de Wellenburg.

- Datos: Q534002
- Multimedia: Matthäus Lang von Wellenburg / Q534002